# Hart (Hampshire)
Hart è un distretto dell'Hampshire, Inghilterra, Regno Unito, con sede a Fleet.
Il distretto fu creato con il Local Government Act 1972, il 1º aprile 1974 dalla fusione del distretto urbano di Fleet col distretto rurale di Hartley Wintney.

## Parrocchie civili
Le parrocchie, che non coprono l'area del capoluogo, sono:
- Bramshill
- Crondall
- Crookham Village
- Dogmersfield
- Eversley
- Fleet
- Greywell
- Hartley Wintney
- Blackwater and Hawley
- Heckfield
- Hook
- Long Sutton
- Mattingley
- Odiham
- Rotherwick
- South Warnborough
- Winchfield
- Yateley